# Bert Irwin (sciatore 1945)
Dan Irwin (1945) è un ex sciatore alpino canadese.

## Biografia
Sciatore polivalente, in Coppa del Mondo Irwin esordì il 15 marzo 1968 ad Aspen in discesa libera (48º) e conquistò il miglior risultato il giorno successivo nella medesima località in slalom speciale (16º); ai Mondiali di Val Gardena 1970, sua unica presenza iridata, si classificò 34º nello slalom gigante e non completò lo slalom speciale. Prese per l'ultima volta il via in Coppa del Mondo il 27 febbraio 1971 a Heavenly Valley in slalom gigante (17º); non prese parte a rassegne olimpiche.

## Palmarès

### Campionati canadesi
- 3 medaglie (dati parziali)[5]:
  - 1 argento (slalom speciale nel 1969)
  - 2 bronzi (slalom gigante, combinata nel 1969)